# Victor Sikora
Victor Tadeusz Sikora (urodził się 11 kwietnia 1978 w Deventer) – holenderski piłkarz pochodzenia polskiego grający na pozycji ofensywnego pomocnika lub napastnika. Nigdy nie grał w polskim klubie.
Obecnie jest zawodnikiem australijskiego Perth Glory, a wcześniej grał w FC Dallas, NAC Breda, Ajaksie Amsterdam, SC Heerenveen, SBV Vitesse i Go Ahead Eagles.